# Fraktionierte Kristallisation (Chemie)
Die Fraktionierte Kristallisation ist ein Trennungsverfahren der Chemie, das zur Trennung von kristallisierbaren Substanzen Unterschiede in deren Löslichkeit nutzt.
Die Ausfällung von zwei oder mehr in einem Lösungsmittel vorliegenden Substanzen aus der Lösung geschieht in unterschiedlicher Reihenfolge, weil gut lösliche Stoffe noch in Lösung bleiben währenddessen schlecht lösliche Stoffe frühzeitiger auskristallisieren oder abgeschieden werden. Die Kristallisation oder Fällungsreaktion kann durch Konzentrationsänderungen, Änderungen der Temperatur, oder andere Auslöser wie der Zugabe von Impfkristallen (in nahezu gesättigter oder übersättigter Lösungen) bewerkstelligt werden.
Dieser Sachverhalt wird beim chemisch-technischen Verfahren der fraktionierten Kristallisation ausgenutzt. Das zu trennende Stoffgemisch wird mit einem Lösungsmittel versetzt und aufgeheizt. Bei der langsamen Abkühlung kristallisieren die Einzelstoffe nacheinander aus, sodass sie in einer geeigneten Vorrichtung in reiner Form aus der Lösung gewonnen werden können. Das Verfahren kann auch mehrmals hintereinander angewendet werden, um die Reinheit der gewonnenen Stoffe zu erhöhen.
Marie Curie nutzte die fraktionierte Kristallisation zur Trennung der Chloride (später der Bromide) von Radium und Barium, die in den Extrakten der Pechblende ursprünglich in einem Verhältnis von 3 : 100.000 vorlagen, um wenige Milligramm reinen Radiumchlorids zu gewinnen.
Das Verfahren wird in der Chemietechnik nicht nur zur Gewinnung von chemisch sehr reinen Stoffen, oder zur Aufbereitung von Abfall genutzt, sondern auch als chemisches Analyseverfahren eingesetzt, beispielsweise bei der Darstellung von Seltenen Erden, oder der Abtrennung einzelner Lanthanoide aus den in der Natur immer auftretenden Mischkristallen dieser Elemente.